# Salm-Salm
El Principado de Salm-Salm fue un estado del Sacro Imperio Romano Germánico. Estaba localizado en los actuales departamentos franceses del Bajo Rin y los Vosgos y fue una de las numerosas particiones de Salm.

## Principado de Salm
Salm es el nombre de varios principados históricos en las actuales Alemania, Bélgica y Francia. El Condado de Salm surgió en el siglo X, en la antigua villa de Vielsalm (viejo Salm en el idioma local), en la provincia belga de Luxemburgo (región de las Ardenas). Creció y en 1165 fue dividido en los condados de Bajo Salm (en las Ardenas) y de Alto Salm (en la región montañosa de los Vosgos, en la actual Francia).
El Bajo Salm se convirtió en parte del condado de Salm-Reifferscheid en 1416. El Alto Salm también fue repartido en varios estados, muchos de los cuales llegaron a ser, más adelante, Wild- y Ringraviatos.
En 1803, cuando fueron secularizadas las tierras del príncipe-obispo de Münster, parte de ellas fueron dadas a los príncipes de Salm-Salm y Salm-Kyrburg. Este nuevo principado de Salm, que cubría las áreas alrededor de las ciudades de Borken, Ahaus y Bocholt, fue miembro de la Confederación del Rin. En 1810 el principado fue anexado al departamento francés de Lippe, y después de la derrota de Napoleón en Leipzig (1813), fue anexionado a Prusia.

## Historia
Salm-Salm fue creado como una partición de Salm-Dhaun en 1574, y fue elevado de Condado a Principado en 1739 después de ser heredado y renombrado por el Conde Nicolás Leopoldo de Salm-Hoogstraten. Salm-Salm fue dividido a su vez entre él mismo y Salm-Neuweiler en 1608.
La última partición territorial ocurrió en 1751, cuando Salm-Salm reorganizó sus fronteras con el Ducado de Lorena.
En 1790, después de la Revolución Francesa, los príncipes de Salm huyeron de su territorio y se trasladaron a su castillo en Anholt (Isselburg), en Westfalia. Salm-Salm fue entonces asediado por el ejército revolucionario, que bloqueó el acceso de suministros y alimentos al estado. Como consecuencia, la población se vio obligada a rendirse a Francia. El 2 de marzo de 1793 la Convención Nacional francesa declaró Salm-Salm como parte de la República Francesa y la adjuntó al Departamento de los Vosgos. Esto fue reconocido por el Sacro Imperio Romano Germánico en la Paz de Lunéville de 1801.
Algunos años más tarde, en 1802/1803, conjuntamente con Salm-Kyrburg, al príncipe de Salm-Salm le concedieron nuevos territorios que antiguamente pertenecían a los Obispos de Münster. El nuevo territorio fue gobernado en unión con Salm-Kyrburg y era conocido como Principado de Salm.

## Geografía

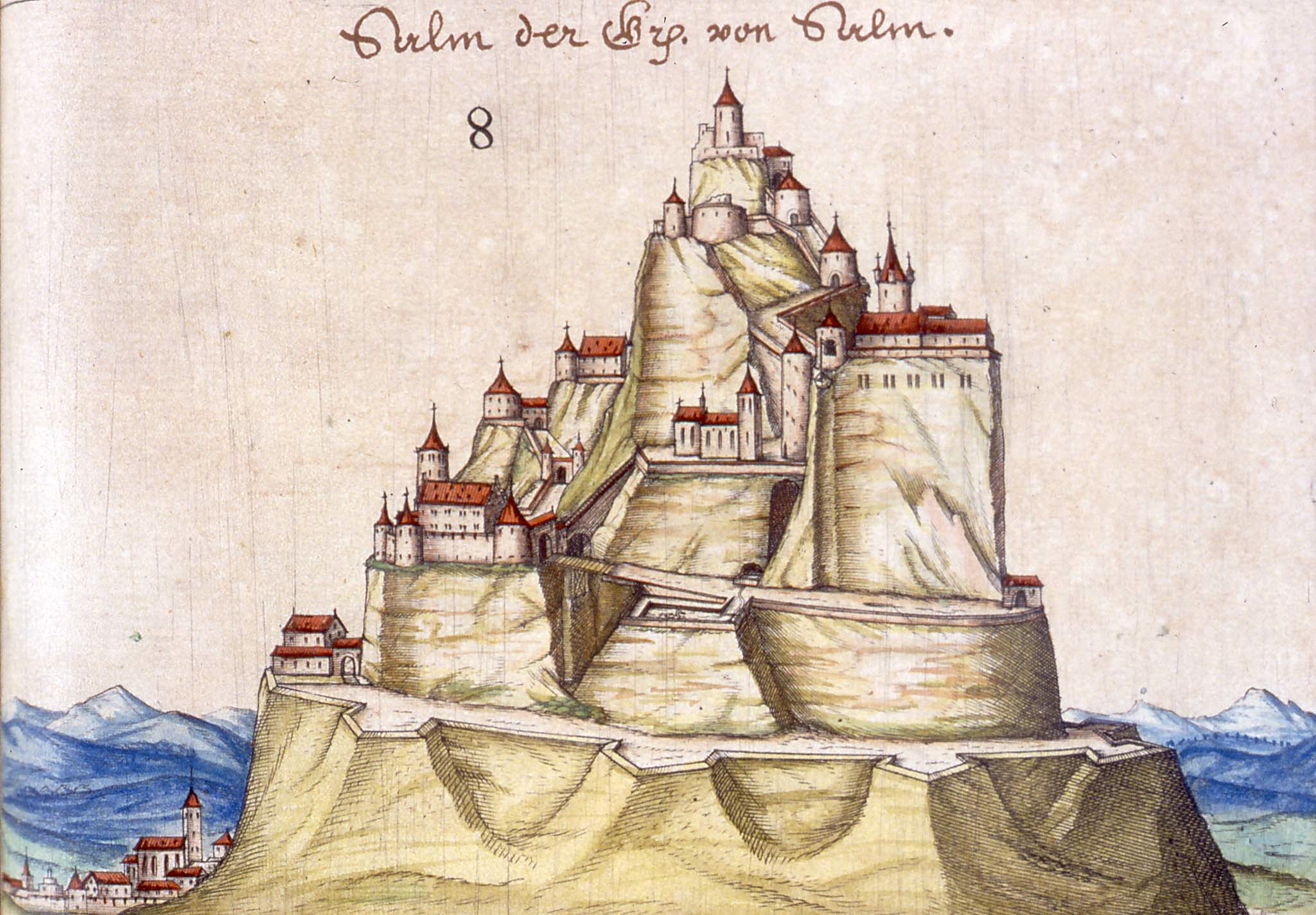
El Castillo de Salm en 1589.

En 1165, el Condado de Salm original fue dividido en los condados del Bajo Salm, en las Ardenas, y el condado del Alto Salm, situado en las montañas de los Vosgos. En 1738, el Condado del Alto Salm fue elevado a Principado de Salm-Salm.
La capital de Salm-Salm estuvo primero en Badonviller, y desde 1751 en, Senones. La segunda parte del nombre Salm-Salm deriva del Castillo de Salm en las cercanías de Salm (en la actualidad La Broque).
En el final de su existencia, Salm-Salm tenía una extensión de unos 200 km² y 10 000 habitantes. Fue separado del cuerpo principal del Sacro Imperio Romano Germánico cuando parte de Alsacia fue cedida a Francia por la Paz de Westfalia. Hasta 1766, estuvo bordeada por el Ducado de Lorena al oeste y por Francia al este. Después de que Lorena pasara a formar parte de Francia, Salm-Salm formó un exclave del Sacro Imperio Romano Germánico rodeado por territorio francés.
La economía de Salm-Salm se basaba principalmente en la minería de hierro en las cercanías de Grandfontaine.

## Gobernantes

### Condes de Salm de la Casa de Ardenas (1019-1165)
- Gisalberto (Conde de Luxemburgo) (1019-1059)
- Herman I (1059-1088)
- Herman II (1088-1138)
- Herman III (1138-1140)
- Enrique I (1140-1165)

### Estados de Salm
Condado de Salm (1019-1165)
- Condado de Bajo Salm (1165-1416)
  - Condado de Salm-Reifferscheid (1416-1639)
    - Condado de Salm-Reifferscheid-Bedbur (1639-1803)
    - Condado de Salm-Reifferscheid-Dyck (1639-1806)
    - Condado de Salm-Reifferscheid-Hainsbach (1734-1811)
    - Condado de Salm-Reifferscheid-Krautheim (1803-1804)
      - Principado de Salm-Reifferscheid-Krautheim (1804-1806)

    - Condado de Salm-Reifferscheid-Raitz (1734-1790)
      - Principado de Salm-Reifferscheid-Raitz (1790-1811)
- Condado de Alto Salm (1165-1499)
  - Condado de Salm-Badenweiler (1431-1600)
  - Condado de Salm-Blankenburg (1246-1506)
  - Wild- y Ringraviato de Salm-Dhaun (1499-1748)
  - Wild- y Ringraviato de Salm-Grumbach (1561-1803)
  - Wild- y Ringraviato de Salm-Hoogstraten (1696-1739)
  - Wild- y Ringraviato de Salm-Horstmar (1803-1813)
  - Wild- y Ringraviato de Salm-Kyrburg (1499-1681)
  - Principado de Salm-Kyrburg (1743-1810)
  - Wild- y Ringraviato de Salm-Leuze (1696-1742)
  - Principado de Salm-Leuze (1742-1743)
  - Wild- y Ringraviato de Salm-Mörchingen (1607-1688)
  - Condado de Salm-Neuburg (1520-1784) (Titular desde el siglo XVI)
  - Wild- y Ringraviato de Salm-Neuweiler (1608-1696)
  - Wild- y Ringraviato de Salm-Puttlingen (1697-1750)
  - Wild- y Ringraviato de Salm-Salm (1574-1738)
  - Principado de Salm-Salm (1739-1810)

### Condes de Salm-Salm (1574-1738)
- Federico I (Conde de Salm-Dhaun) (1574-1608)
- Felipe Otón (1608-1634)
- Leopoldo Felipe Carlos (1634-1663)
- Carlos Teodoro Otón (1663-1710)
- Luis Otón (1710-1738)

### Príncipes soberanos de Salm-Salm (1739-1813)

Armas principescas de Salm-Salm.

- Nicolás Leopoldo (Conde de Salm-Hoogstraten) (1739-1770)
- Luis Otón Carlos (1770-1771)
- Maximiliano (1771-1773)
- Luis Otón Carlos (1773-1778)
- Constantino Alejandro (1778-1813)

### Príncipes mediatizados de Salm-Salm (1813-presente)
- Constantino Alejandro (1813-1828)
- Florentino (1828-1846)
- Alfredo (1846-1886)
- Nicolás (1886-1908)
- Alfredo (1908-1923)
- Nicolás Leopoldo (1923-1988)
- Carlos Felipe (1988- presente)
  - Heredero: Príncipe Heredero Emanuel (n. 1961)